# Экономическая статистика
Экономическая статистика — раздел прикладной статистики и прикладной экономики, который касается сбора, обработки, компиляции, распространения и анализа экономических данных (о темпах инфляции, уровне производства и дохода в экономике, уровне безработицы, экспорте и импорте, и т.п.); он тесно связан с бизнес-статистикой и эконометрикой. Сами данные также принято называть «экономической статистикой», но, во избежание путаницы, довольно распространённым является также термин «экономические данные».
Экономические данные, представляющие интерес для экономической статистики, могут включать сведения об экономике региона, страны или группы стран. Экономическая статистика может также относиться к подтеме официальной статистики для данных, предоставляемых официальными организациями (например, национальными статистическими службами, межправительственными организациями, такими как Организация Объединённых Наций, Европейский союз или Организация экономического сотрудничества и развития, центральными банками и министерствами).
Анализы в рамках экономической статистики используют и предоставляют эмпирические данные, необходимые для экономических исследований, будь то описательных или эконометрических. Они являются ключевым фактором для принятия решений относительно экономической политики. Предмет включает статистический анализ тем и проблем в области микроэкономики, макроэкономики, бизнеса, финансов, прогнозирования, качества данных и оценки политики. Это также подразумевает и то, какие именно данные следует собирать для количественной оценки какого-либо конкретного аспекта экономики и как лучше всего собирать их в каждом конкретном случае.